# Phoebe Brown
Phoebe Brown, född Hinsdale 1783 och död 1861, var en psalm- och sångförfattarinna. I den amerikanska psalmboken The Church Hymn book 1872 representerad med två texter; I love to steal awhile away (nr 17 diktad 1825) och O Lord, thy work revive (nr 1196 diktad 1831)
Gift med målaren T. H. Brown.

## Psalmer
- Jag är så glad, när jag får gå, som nr 355 i Hemlandssånger 1891  nr 682 i Svenska Missionsförbundets sångbok 1920, originalet I love to steal awhile away översatt till svenska av Ingrid Palm. Finns på Wikisource.